# Grande Prêmio do Japão de 1994
Resultados do Grande Prêmio do Japão de Fórmula 1 realizado em Suzuka em 6 de novembro de 1994. Décima quinta etapa da temporada, teve como vencedor o britânico Damon Hill, da Williams-Renault.

## Resumo
- Estreias de Franck Lagorce, Taki Inoue e Mika Salo na categoria. O francês, que era piloto de testes da Ligier, disputou ainda o GP da Austrália, em que o finlandês também participou. Inoue disputaria a temporada seguinte pela Footwork.
- Martin Brundle atropelou um fiscal que tentava tirar o carro de Gianni Morbidelli. O piloto saiu ileso, mas o fiscal quebrou a perna.
- Última corrida de Erik Comas.
- Com o quarto lugar em Suzuka, Nigel Mansell obteve seus primeiros - e únicos - pontos em sete GPs do Japão disputados.
- Reestreia de J. J. Lehto na Sauber, pouco depois de ser demitido pela Benetton.
- Última corrida na história da Fórmula 1 a ser decidida no tempo agregado.

## Classificação da prova
| Pos. | Nº | Piloto                | Construtor        | Voltas | Tempo/Diferença | Grid | Pontos |
| ---- | -- | --------------------- | ----------------- | ------ | --------------- | ---- | ------ |
| 1    | 0  | Damon Hill            | Williams-Renault  | 50     | 1:55:53.532     | 2    | 10     |
| 2    | 5  | Michael Schumacher    | Benetton-Ford     | 50     | + 3.365         | 1    | 6      |
| 3    | 27 | Jean Alesi            | Ferrari           | 50     | + 52.045        | 7    | 4      |
| 4    | 2  | Nigel Mansell         | Williams-Renault  | 50     | + 56.074        | 4    | 3      |
| 5    | 15 | Eddie Irvine          | Jordan-Hart       | 50     | + 1:42.107      | 6    | 2      |
| 6    | 30 | Heinz-Harald Frentzen | Sauber-Mercedes   | 50     | + 1:59.863      | 3    | 1      |
| 7    | 7  | Mika Häkkinen         | McLaren-Peugeot   | 50     | + 2:02.985      | 8    |        |
| 8    | 9  | Christian Fittipaldi  | Footwork-Ford     | 49     | + 1 volta       | 18   |        |
| 9    | 20 | Erik Comas            | Larrousse-Ford    | 49     | + 1 volta       | 22   |        |
| 10   | 11 | Mika Salo             | Lotus-Mugen/Honda | 49     | + 1 volta       | 25   |        |
| 11   | 26 | Olivier Panis         | Ligier-Renault    | 49     | + 1 volta       | 19   |        |
| 12   | 31 | David Brabham         | Simtek-Ford       | 48     | + 2 voltas      | 24   |        |
| 13   | 12 | Alessandro Zanardi    | Lotus-Mugen/Honda | 48     | + 2 voltas      | 17   |        |
| Ret  | 4  | Mark Blundell         | Tyrrell-Yamaha    | 26     | Motor           | 13   |        |
| Ret  | 14 | Rubens Barrichello    | Jordan-Hart       | 16     | Câmbio          | 10   |        |
| Ret  | 8  | Martin Brundle        | McLaren-Peugeot   | 13     | Spun Off        | 9    |        |
| Ret  | 10 | Gianni Morbidelli     | Footwork-Ford     | 13     | Spun Off        | 12   |        |
| Ret  | 28 | Gerhard Berger        | Ferrari           | 10     | Bateria         | 11   |        |
| Ret  | 25 | Franck Lagorce        | Ligier-Renault    | 10     | Colisão         | 20   |        |
| Ret  | 23 | Pierluigi Martini     | Minardi-Ford      | 10     | Colisão         | 16   |        |
| Ret  | 24 | Michele Alboreto      | Minardi-Ford      | 10     | Spun Off        | 21   |        |
| Ret  | 6  | Johnny Herbert        | Benetton-Ford     | 3      | Spun Off        | 5    |        |
| Ret  | 3  | Ukyo Katayama         | Tyrrell-Yamaha    | 3      | Spun Off        | 14   |        |
| Ret  | 32 | Taki Inoue            | Simtek-Ford       | 3      | Spun Off        | 26   |        |
| Ret  | 29 | J. J. Lehto           | Sauber-Mercedes   | 0      | Motor           | 15   |        |
| Ret  | 19 | Hideki Noda           | Larrousse-Ford    | 0      | Spun Off        | 23   |        |
| DNQ  | 34 | Bertrand Gachot       | Pacific-Ilmor     |        |                 |      |        |
| DNQ  | 33 | Paul Belmondo         | Pacific-Ilmor     |        |                 |      |        |

## Tabela do campeonato após a corrida
| Pos. | Piloto             | Pontos |
| ---- | ------------------ | ------ |
| 1    | Michael Schumacher | 92     |
| 2    | Damon Hill         | 91     |
| 3    | Gerhard Berger     | 35     |
| 4    | Mika Häkkinen      | 26     |
| 5    | Jean Alesi         | 23     |

| Pos. | Construtor       | Pontos |
| ---- | ---------------- | ------ |
| 1    | Williams-Renault | 108    |
| 2    | Benetton-Ford    | 103    |
| 3    | Ferrari          | 64     |
| 4    | McLaren-Peugeot  | 38     |
| 5    | Jordan-Hart      | 25     |

- Nota: Somente as primeiras cinco posições estão listadas.